# Antoni Filcek
Antoni Marian Filcek (ur. 12 września 1929 w Świerczynkach, zm. 28 czerwca 2010 w Warszawie) – polski prawnik, sędzia zawodowy, sędzia Sądu Najwyższego oraz sędzia Trybunału Konstytucyjnego w latach 1989–1992.

## Życiorys
Syn Leona i Władysławy. W 1951 ukończył studia na Wydziale Prawa Uniwersytetu Mikołaja Kopernika w Toruniu.
Od grudnia 1954 kolejno asesor sądowy, sędzia, wiceprezes, p.o. prezesa Sądu Powiatowego w Białymstoku oraz sędzia Sądu Wojewódzkiego w Białymstoku. Sędzia wizytator do spraw cywilnych w latach 1959–1972.
Sędzia Sądu Najwyższego w Izbie Pracy i Ubezpieczeń Społecznych od 1972, a od 1975 do 1989 przewodniczący wydziału problemowego tej Izby. Od października 1981 do grudnia 1983 Prezes Izby Cywilnej i Administracyjnej Sądu Najwyższego.
Sędzia Trybunału Konstytucyjnego od 1989 do 1992, kiedy to zrezygnował ze stanowiska.